# Flasteri za detoksikaciju
Flasteri za detoksikaciju su samoljepljivi flasteri za koje proizvođači tvrde da mogu drastično poboljšati zdravlje kada se stave na stopala za vrijeme spavanja. Neki od tih flastera mogu sadržavati sastojke kao što su "bambusov ocat", koji navodno izvlači toksine iz tijela. Kritičari su dokazali da proces nije znanstveno održiv.
Američka Uprava za hranu i lijekove je 3. siječnja 2008. godine izdala hitno upozorenje vezano za nekoliko uvoznih farmaceutskih supstanci od kojih je nekoliko detoksifikacijskih flastera. 
Znastvenim ispitivanjima detoksikacijskih flastera ustanovljeno je da ne izvlače teške metale iz organizma. Također je ustanovljeno da flasteri prilikom kontakta s vlažnošću mjenjaju svoju boju u sivu i time ostavljaju dojam detoksikacije.
Japanska kompanija Kenrico tvrdi da njihovi flasteri imaju pozitivan učna na zdravlje korisnika, i da uklanjaju teške metale iz organizma. Nema dokaza da ovi proizvodi vrše detoksikaciju organizma. Iako je koža jedan od najvećih organa za detoksifikaciju, nije objašnjen mehanizam kojim bi ovi flasteri vršili detoksikaciju organizma.